# فاطمة سلطان (ابنة عبد المجيد الأول)
فاطمة سلطان (1840-1884) هي الأميرة العثمانية فاطمة بنت عبد المجيد الأول، والدتها هي السلطانة كل جمال قادين.
وُلدت في إسطنبول بتاريخ 1 نوفمبر 1840، وَتُوفيت في إسطنبول بتاريخ 29 أغسطس 1884 ودُفنت في الجامع الجديد.